# 노량해협

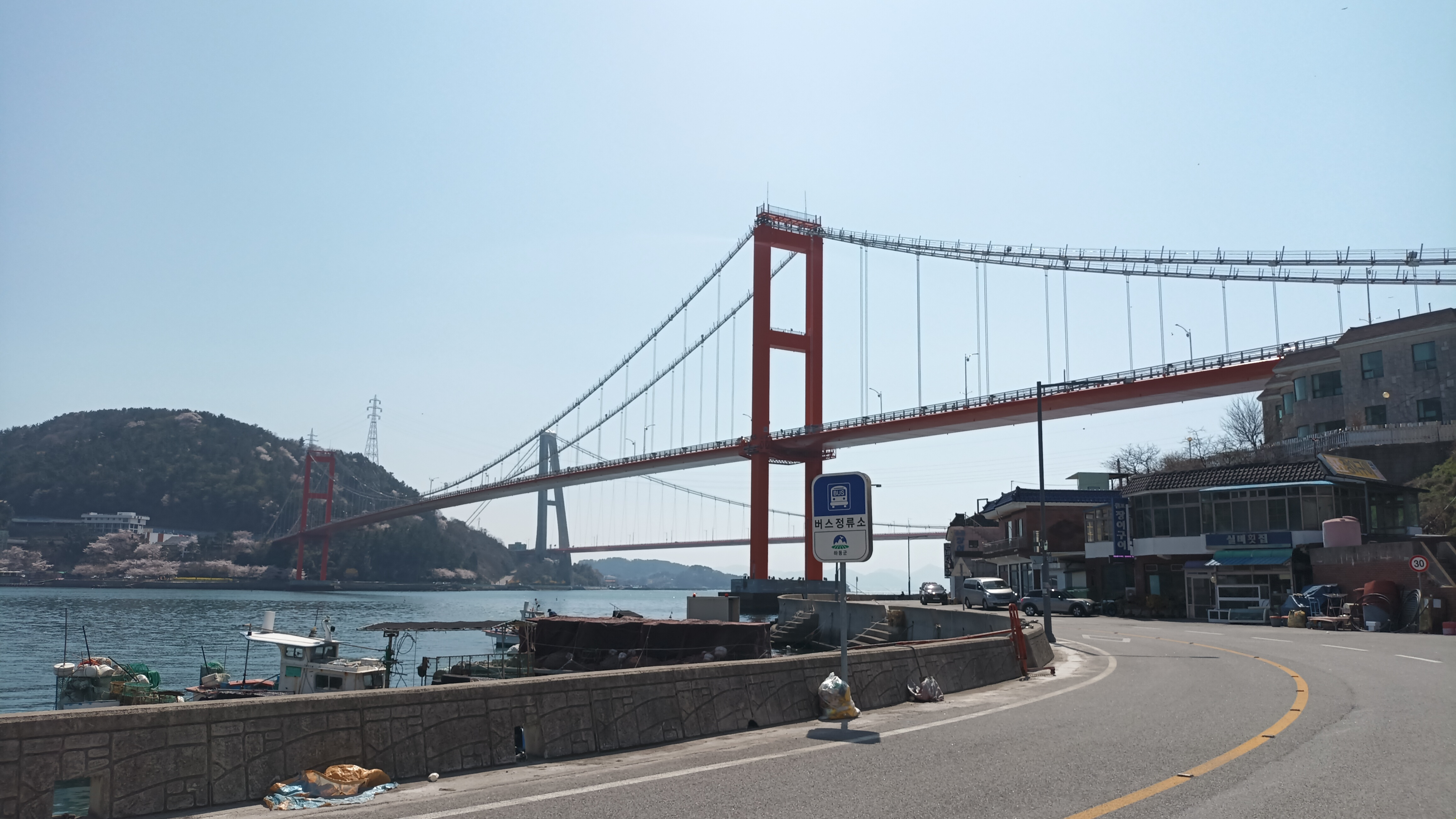
노량해협의 남해대교와 노량대교

노량해협(露梁海峽)은 경상남도 남해군 노량리(설천면)와 하동군 노량리(금남면) 사이를 흐르는 남해 바다이다. 노량해협의 폭이 가장 좁은 곳에는 이곳을 지나는 1973년에 개통된 높이 80m, 길이 660m의 남해대교가 있다. 수심이 깊고, 조류가 빠르다.

## 역사
노량해전을 남해군 고현면 차면리에는 임진왜란 최후의 전투인 노량해전 유적지로 사적 제 232호로 지정된 관음포 이충무공 전몰유적지가 있다. 이곳은 전사한 이순신 장군을 처음에 가매장했던 곳이다.
칠천량, 견내량, 노량 등 임진왜란의 주요 해전의 배경이 된 '량(梁)'이 붙은 지명은 육지와 가까워서 바다의 폭이 좁아지는 해협을 말한다.

## 임진왜란 주요해전의 배경
임진왜란 당시 조선의 수군은 한 번이라도 패하면, 수로의 주도권을 놓칠 수 있는 절제절명의 위기에 봉착해 있었으므로, 해협과 만을 낀 수륙 합동 작전을 위한 유인작전과 공방전을 하는 전술을 구사하였다. 임진왜란의 주요 해전의 배경이 된 곳은 이러한 좁은 해협과 거센 물길이 존재하고 있었으며, 육지와의 사이에서 바다의 폭이 가장 좁아지는 곳이기 때문에 지금은 모두 교량이 서 있다.
| 해협           | 해전        | 교량     | 교량길이 | 연결지                                      | 소재지 | 별칭   |
| -------------- | ----------- | -------- | -------- | ------------------------------------------- | ------ | ------ |
| 칠천량(漆川梁) | 칠천량 해전 | 칠천대교 | 425m     | 거제시 하청면 실전리 - 거제시 하청면 어온리 | 경남   | -      |
| 견내량(見乃梁) | 한산도 대첩 | 거제대교 | 740m     | 거제시 사등면 덕호리 - 통영시 용남면 장평리 | 경남   | -      |
| 노량(露梁)해협 | 노량 해전   | 남해대교 | 660m     | 남해군 설천면 노량리 - 하동군 금남면 노량리 | 경남   | -      |
| 명량(鳴梁)해협 | 명량 해전   | 진도대교 | 484m     | 해남군 문내면 학동리 - 진도군 군내면 녹진리 | 전남   | 울돌목 |

## 같이 보기
- 남해대교
- 노량해전